# Chapsa leprocarpa
Chapsa leprocarpa är en lavart som först beskrevs av William Nylander och som fick sitt nu gällande namn av Andreas Frisch. 
Chapsa leprocarpa ingår i släktet Chapsa och familjen Graphidaceae. Inga underarter finns listade i Catalogue of Life.